# La Poudre d'escampette
La poudre d’escampette (Brasil: Aventuras na estrada ao sol ) é um filme franco/italiano de 1971, dos gêneros comédia, drama e guerra, dirigido por Philippe de Broca, roteirizado pelo diretor e Jean-Loup Dabadie, baseado no livro La route au soleil de Robert Beylen, música de Michel Legrand.

## Sinopse
Segunda guerra mundial, 1941, próximo a Tripoli, circunstâncias dramáticas, reúne três pessoas, um traficante italiano, um piloto inglês e uma mulher americana. Sem nada em comum, juntos viverão uma grande aventura.

## Elenco
- Amidou .... Ali
- Luigi Bonos
- Jean Bouise
- Ernesto Colli
- Umberto D'Orsi
- Ugo Fangareggi
- Marlène Jobert .... Lorene
- Tiberio Murgia
- Didi Perego .... mulher
- Michel Piccoli .... Valentin
- Alan Scott .... oficial britânico da aeronave
- Luca Sportelli
- Leopoldo Trieste
- Louis Velle .... Paul
- Hans Verner .... oficial
- Michael York .... Basil